# Il suono della domenica - Il romanzo della mia vita
Il suono della domenica - Il romanzo della mia vita è la prima autobiografia del cantante italiano Zucchero Fornaciari pubblicato in formato cartaceo e digitale l'8 novembre 2011. Esiste anche la versione in lingua inglese: The Sound of Sundays: an Autobiography.

## Il libro

### Il titolo
Il titolo del libro si divide in due parti. Il suono della domenica è uno dei nuovi dodici inediti pubblicati nell'album Chocabeck. Il romanzo della mia vita evidenzia il fatto che è un libro autobiografico.

### Il contenuto
Nel libro Zucchero ripercorre tutta la sua vita fino all'anno della pubblicazione, sia musicalmente che affettivamente.
Affettivamente parlando, infatti, sono svariati i riferimenti alla famiglia e alle radici emiliane e contadine, partendo dalla nonna Diamante, alla quale ha dedicato l'omonima canzone Diamante, e arrivando a parlare degli anni della travagliata separazione dalla ex-moglie, a cui seguì una profonda depressione.
Musicalmente parlando, ripercorre, invece, la sua lunga gavetta, dalla prima incisione, alla sua prima collaborazione internazionale, con Randy Jackson, concentrandosi sull'inizio della carriera piuttosto che sul periodo successivo da cantante affermato. Vengono spiegati l'origine di molte canzoni composte, spesso legata ad episodi di vita, e il modo di comporre musica "traspirazione 80%, ispirazione 20%": 
(Zucchero, Il suono della domenica - Il romanzo della mia vita)
Vengono raccontati, inoltre, diversi aneddoti divertenti ed episodi sconosciuti al pubblico, fino alla loro rivelazione.